# Benning Road
Benning Road è una stazione della metropolitana di Washington, situata sul tratto comune delle linee blu e argento. Si trova nel quartiere di Benning.
È stata inaugurata il 22 novembre 1980, contestualmente all'apertura del tratto della linea blu tra Stadium-Armory e Addison Road.
La stazione è servita da autobus del sistema Metrobus.